# Poison Ivy (guitarrista)
Poison Ivy (Kristy Marlana Wallace) (Sacramento, 20 de febrero de 1953) es una guitarrista y cofundadora de la banda de psychobilly The Cramps. Conoció al cantante Lux Interior durante un curso sobre chamanismo en 1973. Fundó junto con él la banda The Cramps, formando parte de los primeros grupos de punk rock y psychobilly en la década de 1970.

## Primeros años
Nacida como Kristy Marlana Wallace, la futura Poison Ivy conoció a Lux Interior (nacido Erick Lee Purkhiser) en 1972 en Sacramento State College. Después de una breve estadía en la ciudad natal de Lux en Akron, Ohio, una especie de semillero punk estadounidense que también produjo a Chrissie Hynde y Devo. No pasó mucho tiempo antes de que la pareja decidiera que tenían que montar su propia banda de rock’n’roll. Kristy ya sabía algunos acordes de guitarra, así que fue ella la que se decidió por las seis cuerdas y Erick por la voz. Ya se comenzaba a hablar de ciertas bandas que había en Nueva York y de un club llamado el CBGB y los dos músicos en ciernes estaban al tanto de ello. Deciden, hacer las maletas y plantarse en la ciudad de los rascacielos. La pareja llegó a la ciudad de Nueva York, donde comenzaron The Cramps en 1976. La banda ganó rápidamente seguidores a medida que exploró el lado más oscuro de la cultura de los años 50 con un sonido de influencia rockabilly que combinó la rebeldía del rock 'n' roll temprano con las influencias del country rural y el blues. Trabajando con el productor y leyenda del rock de Memphis Alex Chilton. The Cramps lanzó su primer EP, Gravest Hits en 1979, y su álbum de debut, Songs the Lord Taught Us al año siguiente.

## Guitarras
Al principio, Ivy usó una clara guitarra de plexiglás de Dan Armstrong, y luego la inusual guitarra de fabricación canadiense Bill Lewis se escuchó en las primeras grabaciones de Cramps. Desde 1985, en su mayoría ha usado un cuerpo hueco Gretsch 6120 de 1958. Utiliza amplificadores Fender Pro Reverb en el escenario y amplificadores Valco y Allen más pequeños en el estudio. 

## Vida personal
Su esposo Lux Interior falleció el 4 de febrero de 2009. Kristy vive en Glendale, California.